# Peter Boardman
Peter Boardman, född 25 december 1950 i Stockport i Greater Manchester, död 17 maj 1982 på Mount Everest, var en brittisk bergsbestigare.
Boardman deltog i Sir Christian Boningtons Mount Everest-expeditioner 1972, 1975 och 1982.
Expeditionen 1972 på South West Face var ett misslyckande med dåligt väder och dåliga förberedelser.
1975 var samma team tillbaka på Mount Everest och Boardman nådde toppen via den mycket svåra leden utmed South West Face.
1982 ledde Bonington en grupp klättrare på nordsidan av berget. Deras mål var att bli först med att klättra hela North East Ridge (standardleden löper bara på en liten del av North East Ridge), och samtliga klättrare klättrade utan syrgastuber. Efter flera försök att nå toppen gav alla klättrare upp sina försök förutom Boardman och Joe Tasker som gjorde ett sista försök men dog av okänd anledning på vägen upp mot toppen. Boardmans kropp återfanns 1992 medan Joe Taskers fortfarande saknas.